# Johann Nepomuk Bürkel
Johann Nepomuk Bürkel (* 16. Dezember 1864 in München; † 24. Februar 1951 in Winterthur) war ein deutscher Architekt und Baumeister.

## Leben und Wirken
Johann Nepomuk Bürkel entstammte einer Baumeisterfamilie. Nach dem Besuch der Volksschule absolvierte er eine Lehre als Maurer und Bauzeichner und eine Ausbildung an der Königlichen Baugewerksschule München und der Polytechnischen Hochschule München. Ab November 1890 arbeitete Bürkel als Lehrer an der Baugewerksschule in Holzminden. Am 19. Oktober 1891 trat er in das Lehrerkollegium des Technikums Mittweida ein. Ab 1893 unterrichtete er nicht nur am Technikum, sondern auch in der Fachzeichenschule des Gewerbe-Vereins Mittweida.
Von 1891 bis 1899 war Johann Nepomuk Bürkel in Mittweida auch als Architekt und Baumeister tätig. Zu den herausragenden Bauten zählen u. a. das „Electrotechnische Institut“ des Technikums (1893–1894), der Wasserturm Mittweida und das Maschinenhaus des Wasserwerkes (1896–1898), die neuen Pfarrhäuser (1896–1897), das Gesamtensemble „Stadt Chemnitz/Europäischer Hof“ (1896–1899) und die Fichte-Schule Mittweida (1896–1900). Die ehemalige Sporthalle der Schule wurde zur Mehrzweckhalle umgebaut und seit 2006 als Bürkel-Halle genutzt. Der Umbau eines Gebäudes zum Rathaus von Mittweida nach den 1894 und 1895 von Bürkel vorgelegten Entwürfen konnte aus Kostengründen nicht verwirklicht werden.
Im Oktober 1894 heiratete er die Schweizerin Emilie geb. Keller, und im Jahre 1897 wurde ihr Sohn Hans geboren. 1899 verließen Johann Nepomuk Bürkel und seine Frau die Stadt Mittweida. Sie kehrte in ihre Heimat nach Winterthur zurück, er unternahm zuerst für ein Jahr eine Studienreise nach Moskau. Während der Fahrten in das „Innere von Russland“ fertigte er über 200 Zeichnungen zur historischen Architektur an. Einen Teil dieser Arbeiten zeigte das Gewerbemuseum Winterthur 1929 in der Ausstellung „Russische Architekturskizzen von J. N. Bürkel“.
Nach seiner Rückkehr arbeitete Bürkel im Baugeschäft der Firma „Walser & Co.“ in Winterthur, eines seiner ersten Werke in Winterthur war die Villa Ruhtal. Im Jahre 1901 beteiligte er sich mit Robert Rittmeyer an einer Ausschreibung der „Deutschen Solvay-Werke AG Bernburg“ zur Anlage einer Arbeitersiedlung. Beiden Architekten wurde ein Preis zuerkannt. Am 30. Januar 1901 wurde seine Tochter Helene geboren. 1907 gründete er in Winterthur sein eigenes Unternehmen, das sich auf Fabrikbauten, Hochkamine, Maschinenfundamente und Ähnliches spezialisierte.
Von 1926 bis 1945 wirkte Bürkel für den Historisch-Antiquarischen Verein Winterthur als „Konservator“ der nahegelegenen Mörsburg. Im März 1934 leitete Bürkel die ersten Ausgrabungsarbeiten am Kastell Vitudurum. Im Herbst 1936 führte er an der Burgruine Alt-Wülflingen in Winterthur Sicherungsarbeiten und den Einbau einer Treppe zur Besteigung des Turms aus. Zwischen 1939 und 1943 bereiste er wiederholt den Kanton Graubünden und fertigte über 170 Architekturskizzen von den „Bündner Erkern“ an. Eine Auswahl wurde 1943 im Gewerbemuseum Winterthur ausgestellt.
Johann Nepomuk Bürkel beteiligte sich im Alter nicht mehr unmittelbar an der Geschäftstätigkeit des von ihm gegründeten Unternehmens, er starb 1951 in dem von ihm entworfenen und gebauten Wohn- und Bürogebäude an der Neuwiesenstrasse in Winterthur.